# Micromitrium synoicum
Micromitrium synoicum är en bladmossart som beskrevs av Austin in Sullivant 1874. Micromitrium synoicum ingår i släktet Micromitrium och familjen Ephemeraceae. Inga underarter finns listade i Catalogue of Life.